# Tadeusz Gołębiewski (przedsiębiorca)

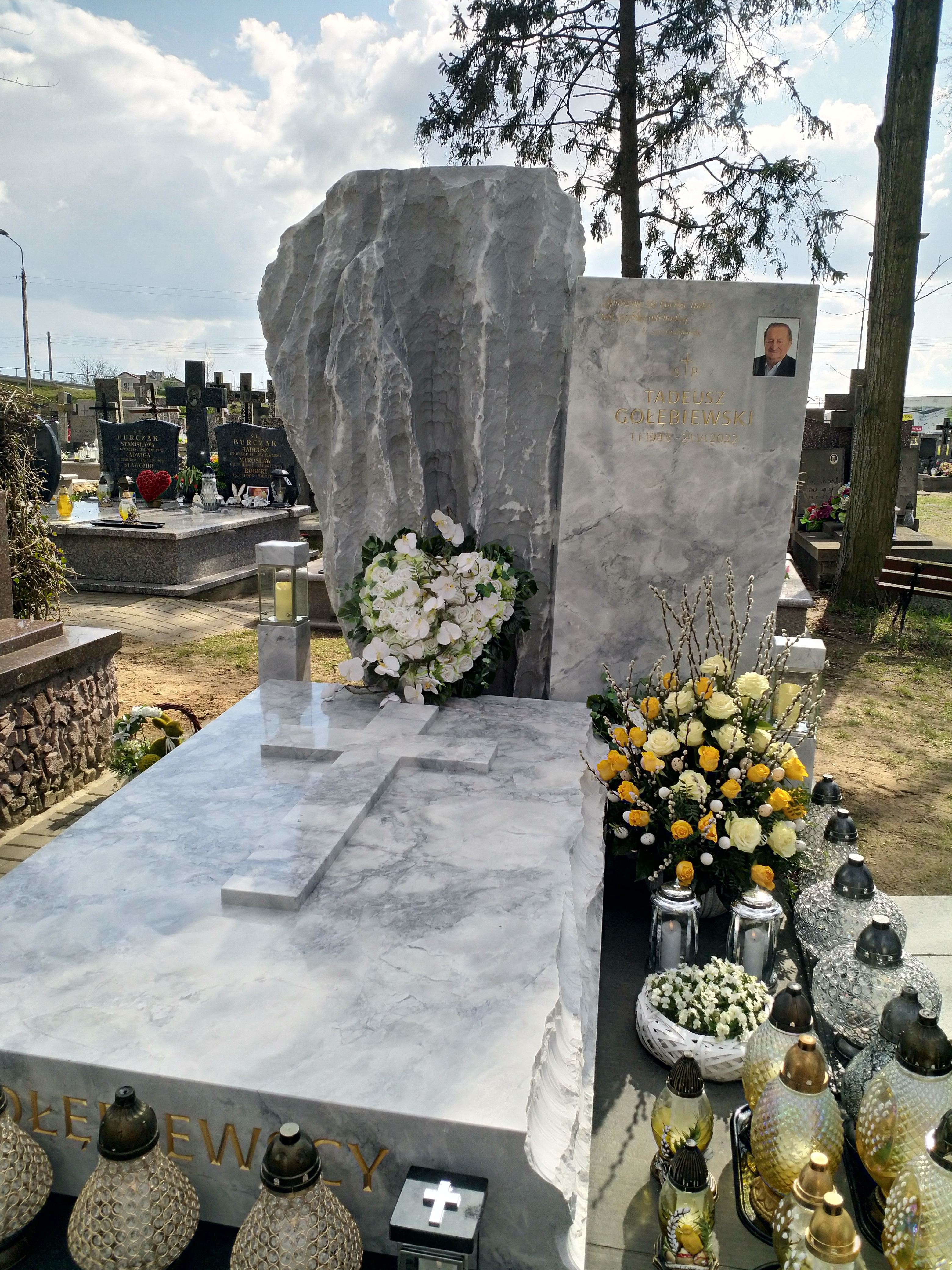
Grób Tadeusza Gołębiewskiego na cmentarzu Poległych w Radzyminie (2023)

Tadeusz Gołębiewski (ur. 1 stycznia 1943 w Wołominie, zm. 21 czerwca 2022 w Warszawie) – polski przedsiębiorca, założyciel przedsiębiorstwa cukierniczego Tago i sieci hoteli Gołębiewski.

## Życiorys
Ukończył technikum cukiernicze, a następnie Szkołę Główną Planowania i Statystyki w Warszawie. Wyroby cukiernicze rozpoczął produkować w 1966 – w Wołominie, w rodzinnym domu, rozpoczął produkcję wafli do lodów na formach, które wykorzystywano w przedwojennej fabryce.
W 1972 założył w Ciemnem pod Radzyminem Przedsiębiorstwo Przemysłu Cukierniczego Tago.
W 1989 postanowił wybudować hotel w Mikołajkach, gdzie kupił wcześniej ziemię. Hotel oddano do użytku w 1991. W 1998 odkupił od spółki Orbis obiekt hotelowy w stanie surowym znajdujący się w centrum Białegostoku. W 1999 nastąpiło jego otwarcie. W 2002 kupił od Ogólnopolskiej Spółdzielni Turystycznej Gromada niedokończony hotel w Wiśle. Tę inwestycję ukończył wiosną 2003. Następny hotel powstał w Karpaczu. Jego otwarcie nastąpiło w 2010, a koszt budowy wyniósł 350 mln zł. Na trzydziestohektarowej działce budował hotel w Pobierowie, największy z dotychczasowych.
Prowadził działalność gospodarczą na dużą skalę na podstawie najprostszej z form prowadzenia działalności gospodarczej w Polsce – indywidualnego zgłoszenia do ewidencji gospodarczej.
Był członkiem Polskiego Klubu Biznesu.
Został pochowany na cmentarzu Bohaterów Bitwy Warszawskiej 1920 w Radzyminie.

## Życie prywatne
Syn Kazimierza i Marianny. Miał żonę Grażynę oraz trójkę dzieci: Beatę, Monikę i Jarosława.

## Upamiętnienie i uhonorowanie
Był honorowym obywatelem Mikołajek.

W 2023 promenadę w Mikołajkach nazwano imieniem Tadeusza Gołębiewskiego.

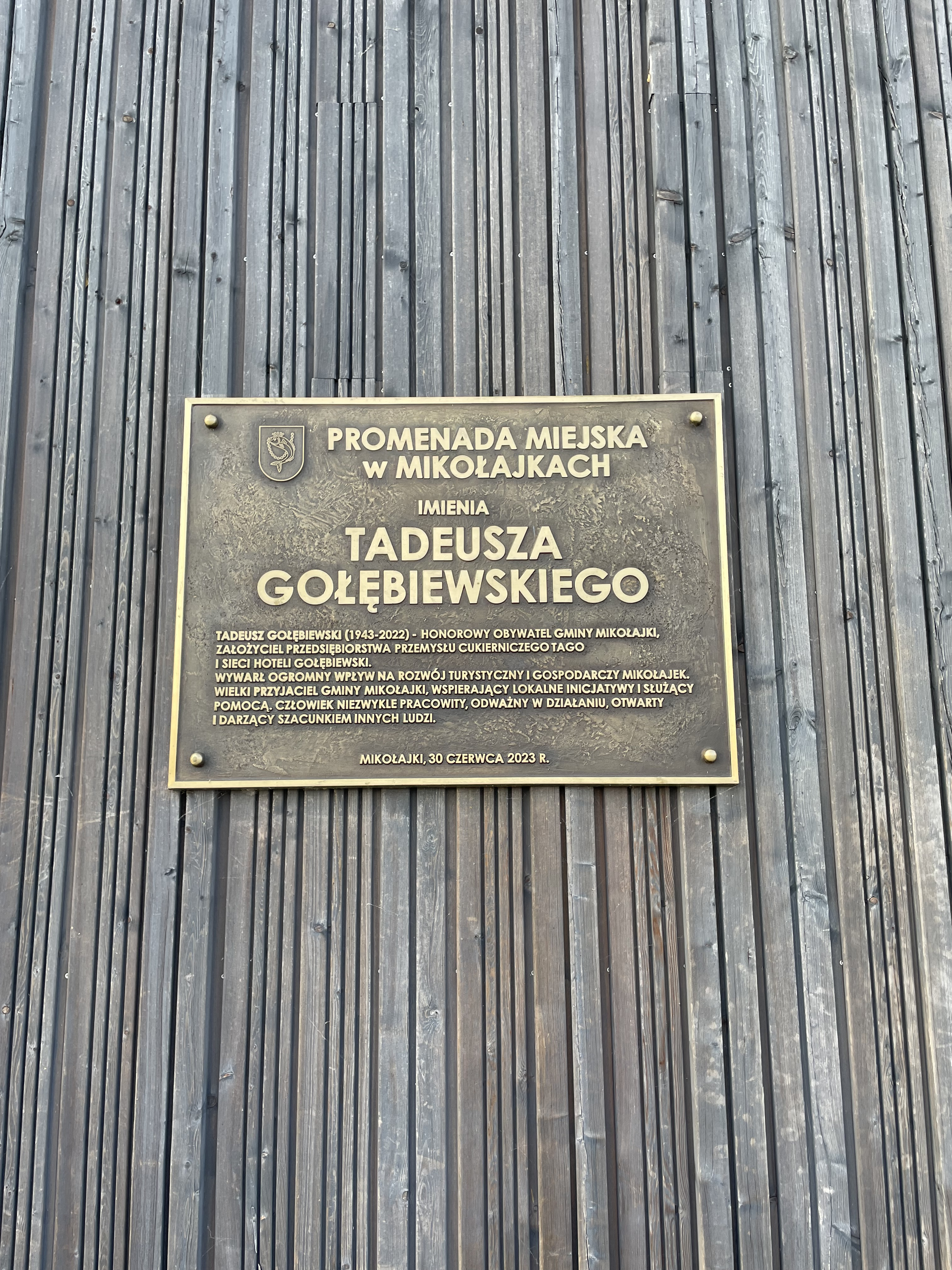
Promenada w Mikołajkach im. Tadeusza Gołębiewskiego

W 2025 rondu usytuowanemu na drodze wojewódzkiej nr 635 w miejscowości Czarna, Rada Miasta Wołomina nadała nazwę „Rondo im. Tadeusza Gołębiewskiego”.